# Josef Kott (politik)
Josef Kott (* 15. listopadu 1970) je český politik a podnikatel, od prosince 2013 poslanec Poslanecké sněmovny PČR, od roku 2024 zastupitel Kraje Vysočina, v letech 2002 až 2010 a znovu od roku 2022 zastupitel obce Olešná (v letech 2002 až 2010 rovněž místostarosta obce) a člen hnutí ANO.

## Život
Vystudoval Zemědělskou fakultu Jihočeské univerzity v Českých Budějovicích, kde získal titul Ing. (promoval v roce 1995). Pracoval na různých pozicích ve společnosti ZZN Pelhřimov a.s., nyní jako produktový manažer, který se stará o obchod s komoditami (společnost patří Agrofertu).
Josef Kott je ženatý a má tři děti. Žije v obci Olešná v okrese Pelhřimov.

## Politické působení
Od roku 2012 je členem hnutí ANO 2011 a předsedou jeho pelhřimovské organizace. V březnu 2014 byl zvolen předsedou hnutí ANO 2011 v Kraji Vysočina.
Do politiky vstoupil, když byl v komunálních volbách v roce 2002 zvolen jako nezávislý kandidát do Zastupitelstva obce Olešná v okrese Pelhřimov. Mandát zastupitele obce pak obhájil opět coby nezávislý kandidát v komunálních volbách v roce 2006. Zároveň v obou volebních obdobích působil jako místostarosta obce. Vzhledem k pracovnímu vytížení však na post místostarosty i zastupitele 19. února 2010 rezignoval.
Ve volbách do Poslanecké sněmovny PČR v roce 2013 kandidoval na čtvrtém místě kandidátky hnutí ANO 2011 v Kraji Vysočina. Poslancem zvolen nebyl, ale stal se druhým náhradníkem. Ještě během voleb však oznámil Miloslav Bačiak, že rezignuje na mandát poslance kvůli zatajování své komunistické minulosti a v listopadu 2013 pak oznámil vzdání se mandátu Jan Sobotka, který zase zatajil dluhy. Josef Kott se tak 3. prosince 2013 stal poslancem.
V krajských volbách v roce 2016 kandidoval za hnutí ANO 2011 do Zastupitelstva Kraje Vysočina, ale neuspěl. Ve volbách do Poslanecké sněmovny PČR v roce 2017 obhájil svůj poslanecký mandát za hnutí ANO 2011 v Kraji Vysočina.
V krajských volbách v roce 2020 neúspěšně kandidoval do Zastupitelstva Kraje Vysočina z 44. místa kandidátky hnutí ANO 2011.
Ve volbách do Poslanecké sněmovny PČR v roce 2021 kandidoval za hnutí ANO 2011 na 4. místě v Kraji Vysočina. Získal 1 158 preferenčních hlasů, a stal se tak znovu poslancem.
V komunálních volbách v roce 2022 vedl v Olešné jako člen hnutí ANO 2011 kandidátku subjektu „NEZÁVISLÍ KANDIDÁTI“. Mandát zastupitele obce se mu podařilo získat. V krajských volbách v roce 2024 byl zvolen z pozice člena hnutí ANO zastupitelem Kraje Vysočina.
Ve volbách do Poslanecké sněmovny PČR v roce 2025 kandiduje na 3. místě kandidátky hnutí ANO v Kraji Vysočina.

## Kontroverze
V únoru 2021 Kott předložil na zemědělském výboru sněmovny pozměňovací návrh zákona o ochraně přírody a krajiny, který by umožnil při zemědělském hospodaření nebrat ohledy na chráněné živočichy. Výbor návrh schválil a proti se postavilo ministerstvo životního prostředí, které se obává, že návrh má potenciál způsobit konflikt s právem Evropské unie, i nevládní organizace prosazující ochranu přírody jako Český svaz ochránců přírody či Česká společnost ornitologická.